# Kostel svatého Martina (Žerotice)
Kostel svatého Martina je farní kostel v římskokatolické farnosti Žerotice, nachází se na východním okraji obce Žerotice. Kostel má gotické jádro a stojí v blízkosti barokní fary. Kostel je chráněn jako kulturní památka České republiky.

## Popis
Na jižní straně kostelní lodi se nachází pravoúhlá sakristie s oknem a kaple, na západní straně přiléhá k věži přístřešek, na jižní straně je vchod do lodě. Pod podlahou kostela se nachází tři krypty. Z původního kostela je v současném kostele presbytář a křtitelnice. Na epištolní straně kostela je umístěna sakristie.

## Historie
Kostel byl zřejmě postaven před rokem 1190, což z něj činí jeden z nejstarších kostelů v okolí, v tomto roce je zmíněn farář ze Žerotic. Tento kostel však byl v roce 1424 zbořen husity. Nově postaven pak byl gotický kostel v roce 1498, kdy byl také pořízen nový zvon. V roce 1569 byl pak kostel opět poničen a věřící byli protestanty donuceni odejít. Po bitvě na Bílé hoře byl kostel však obnoven znojemskými dominikány a pak v roce 1672 je již udáváno, že kostel měl tři oltáře a křtitelnici. V roce 1706 pak byla přistavěna kaple svaté Trojice, v kapli je oltář svatého Jana Nepomuckého.
V roce 1725 kostel vyhořel. Fara u kostela pak byla postavena roku 1732 a pak v roce 1755 byl postaven nový kůr, nově zaklenuta kostelní loď a v roce 1755 či 1756 byla postavena i kostelní věž. V roce 1774 pak byla pořízena socha svatého Martina a také pořízen nový hlavní oltář a pak v roce 1782 i dva boční oltáře, na prvním jsou vyobrazeni svatý Jáchym, svatá Anna a Panna Marie, na druhém pak svatý Josef a Panna Marie s dítětem. V roce 1884 pak byl do kostela zakoupen oltářní obraz svatého Martina. kostel pak byl rozšířen kolem roku 1825. V roce 1890 byl do kostela instalován nový oltář. Během první světové války byly rekvírovány zvony, v kostele zůstal jen nejstarší zvon svatého Martina. Roku 1927 pak byl kostel elektrifikován a v roce 1929 bylo u kostela postaveno schodiště, v roce 1941 pak byl nejstarší zvon opraven. Další oprava proběhla mezi lety 1985 a 1986, kdy byla opravena oprava střechy, elektroinstalace a kostel byl nově nalíčen. V roce 2001 pak byl kostel odvlhčen a v roce 2002 pak byl kostel opět znovu nalíčen.
U kostela se nacházel hřbitov, ten byl v roce 1831 po epidemii cholery zrušen a přesunut východně od obce, stojí na něm kamenný kříž z roku 1856.